# 格里菲思冰川
格里菲思冰川是南極洲的冰川，位於維多利亞地的斯科特海岸，處於克里斯普冰川東北面的岡維爾與凱斯山脈，現時由南極條約體系管理。
77°10′S 162°16′E / 77.167°S 162.267°E